# Finström
Finström is een gemeente van de autonome Finse eilandengroep Åland, gelegen in de Oostzee. Finström ligt in het hart van het hoofdeiland van Åland. De gemeente wordt begrensd door Geta (Noord), Saltvik (noordoost), Sund (zuidoost), Jomala (zuid) en Hammarland (west). Er is sprake van dat de gemeente gaat fuseren met Geta.
De gemeente heeft een totale oppervlakte van 172 km², waarvan 123,32 km² land. Er zijn veel baaien en fjorden die diep in het land insnijden. Långsjön, het grootste zoetwatermeer op Åland en de bron van het merendeel van het drinkwater op het hoofdeiland, ligt ook in deze gemeente. Landbouwgrond beslaat 17 km² en er is 63 km² bos.
De naam van de gemeente dateert uit de vroege Middeleeuwen, en is genoemd naar een Finse nederzetting in dit gebied.

## Bevolking
Het aantal inwoners bedraagt 2.588 (2022). De officiële voertaal is - zoals op heel Åland - Zweeds.
De gemeente telt 24 dorpjes en buurtschappen. Het hoofdplaatsje, Godby, is op Mariehamn na de grootste plaats van Åland. Het heeft 900 inwoners en biedt faciliteiten voor het noordelijke deel van Åland: apotheek, banken, postkantoor, zwembad, gezondheidscentrum, scholen etc. De gemeente heeft een eigen voetbalclub (SIFFK).

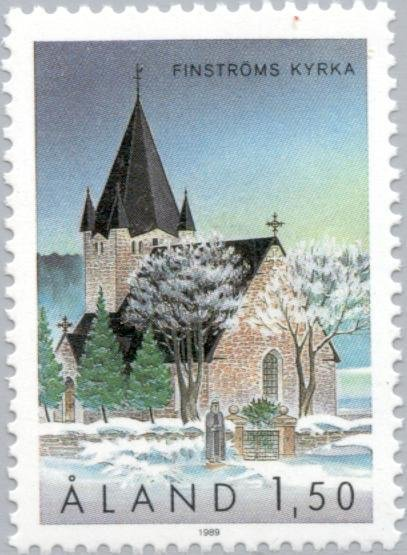
Postzegel met de kerk van St Michaël, 1989.

## Geschiedenis
In de tijd van de Vikingen was dit gebied dichtbevolkt. De kerk van Finström, gewijd aan aartsengel Michaël, is een van de oudste in Åland; de oudste delen dateren uit de 12e eeuw.
De onderwijzer en predikant Frans Peter von Knorring, die in de 19e eeuw een aanzienlijke bijdrage heeft geleverd aan de ontwikkeling van Åland, heeft het belangrijkste deel van zijn leven in deze gemeente gewoond en gewerkt. Hij ligt hier ook begraven en voor de kerk staat een standbeeld van hem.
Het gebouw 'Grelsby kungsgård', 3 km ten noordwesten van Godby, was de plaats waar de Zweedse koning Gustav Vasa met zijn hofhouding van 312 mensen een paar dagen doorbracht in het voorjaar van 1556.
Koning Gustaaf IV Adolf van Zweden verbleef hier ook 6 weken, in de zomer van 1808, kort voor de grote Finse Oorlog waarbij Zweden Finland verloor aan Rusland.

## Economie
Godby is de economische motor van de gemeente. De grootste werkgever is Optinova, een fabriek van medische materialen (infuzen, katheters etc.) met 130 werknemers. Veel mensen werken in de toerisme-industrie (m.n. bungalowparken).
Landbouw is er voornamelijk in het noordelijke deel van de gemeente en betreft vooral aardappels en groenten. Er is ook enige beroepsvisserij.
In het gehucht Strömsvik, zo'n 5 kilometer ten noorwesten van Godby, bevindt zich de Volkshogeschool Åland.

## Bezienswaardigheden

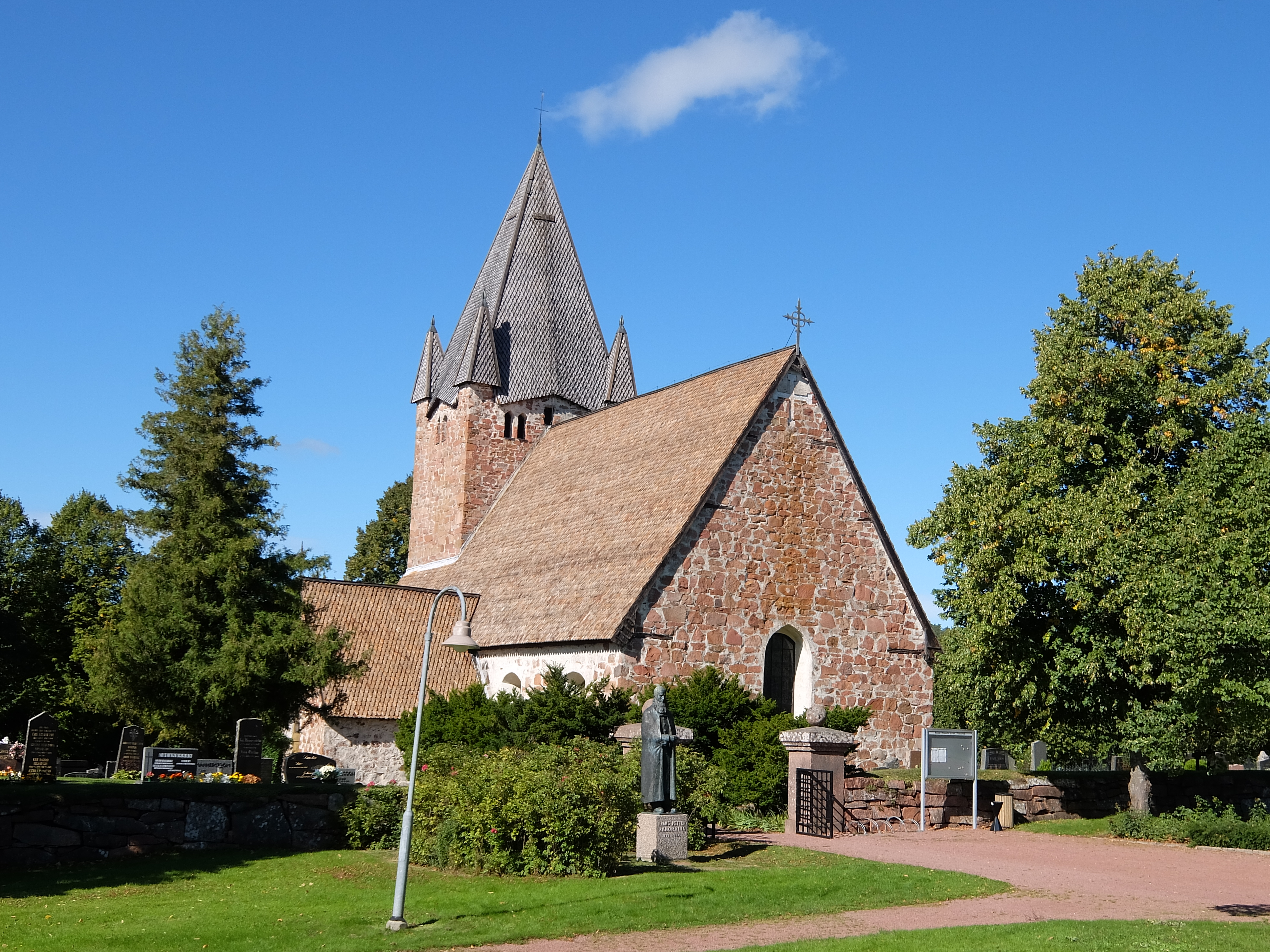
De kerk van St Michael, in Pålsböle, 5 km ten noorden van Godby

Naast de kerk die hierboven genoemd staat vermeld, zijn er verschillende natuurreservaten in de gemeente, zoals Almskogen.